# Schwinge (Fredenbeck)
Schwinge (plattdeutsch Swing) ist ein Ortsteil der Gemeinde Fredenbeck im niedersächsischen Landkreis Stade.
Zu Schwinge gehören das Gut Schwinge und der Wohnplatz Hagenaher Furth. Schwinge liegt an der Schwinge, einem Nebenfluss der Elbe.

## Geographie
Schwinge liegt an der Schwinge auf der Stader Geest. Nachbarorte sind Weißenmoor und Wiepenkathen im Norden, Hagen im Osten, Fredenbeck im Süden, Hagenah im Westen und Heinbockel im Nordwesten.

## Geschichte
(Quelle:)

### Ortsname
Der Ortsname leitet sich von der Lage an der Schwinge ab.

### Vor- und Frühgeschichte
Eine vorgeschichtliche Besiedlung lässt sich durch mehrere Hügelgräber und einen Urnenfriedhof in der Schwinger Heide belegen. Den ersten Ansiedlern bot Schwinge als Siedlungsplatz eine günstige Lage durch die Schwinge im Süden und Osten mit den davor liegenden Wiesen und durch den Biden, einen Geestrücken im Norden mit fruchtbaren Ackerland. Westlich lag zudem ein großes Moor- und Heidegebiet.

### Mittelalter
Erstmals urkundlich erwähnt wurde Schwinge 1133. Allerdings taucht der Ortsname erst fast 200 Jahre später wieder in den Urkunden auf, nämlich 1328 als Swynge im Stader Stadtbuch.
Um 1500 bestand Schwinge aus vier Höfen und einer Kate. Im 15. Jahrhundert gingen die Zehnten an die Familie Buck in Stade und an das Marienkloster Stade.
Im Mittelalter war das Dorf Stammsitz der Familie von Schwinge, die sich später in Brobergen an der Oste ansiedelte und sich dann in von Brobergen umbenannte.

### Neuzeit
Ortsmittelpunkt war das Gut Schwinge, umgeben von einem Burggraben, der heute noch erkennbar ist. In der Schwedenzeit gehörte das Anwesen dem Erbkämmerer des Herzogtum Bremens Alexander Erskein aus Schölisch. Nach ihm wurde der Ort über 200 Jahre hinweg Erskein-Schwinge genannt. Danach ging das Schloss an den Rittmeister von Bülow über. 1736 erwarb die Familie von der Decken das Kleinod. Von 1784 bis 1852 bildete das Gut Schwinge ein Patrimonialgericht mit eigener Gerichtsbarkeit.
1717 wurde die Schulpflicht eingeführt; die Kinder besuchten zuerst die Schule in Mulsum, später in Fredenbeck. 1760 fand die Schwinger Bauernrebellion statt. 1794 wurde auf dem Land der Familie von Decken ein Friedhof angelegt. Eichen- und Buchenbestände nach Westen hin wurden abgeholzt und kultiviert.
1842 zerstörte ein Großbrand elf Gebäude im Ort. Daher ließ der Gutsherr 1846 eine Feuerspritze anschaffen.
1855 bildeten sich außerhalb des Ortes einige Siedlungen: „Schwinger Steindamm“, „An der Bult“ und „Hagenaher Furth“. In der Schwinger Heide betrieb der Chausseeheber eine Gastwirtschaft, den „Schwinger Baum“. 1926 brannte dieser bis auf die Grundmauern nieder.
1862 war die Grundstücksaufteilung wie folgt: Gut Schwinge (250 ha), acht Vollhöfe (120 ha), zwei Halbhöfe (60 ha) und fünfzehn Anbauern (20 ha). Um 1900 wurden die schlechten Wegverhältnisse verbessert.
1924 wurde die erste Freiwillige Feuerwehr im Ort gegründet.
1960 wurde das Gemeindehaus errichtet. In ihm befanden sich das Gemeindebüro, ein Kühlhaus und das Feuerwehrhaus. Jenes wurde 1982 zu einem Dorfgemeinschaftshaus ausgebaut.
In den 1970er Jahren wurde erstmals ein Neubaugebiet im Ort ausgewiesen, das 1995/96 vergrößert wurde.

### Verwaltungsgeschichte
Vor 1784 gehörte Schwinge zum Amt Harsefeld. Von 1784 bis 1852 bildete Schwinge ein Patrimonialgericht, zu dem neben Schwinge auch der Hagenaher Steindamm, der Mulsumer Steindamm und das Gut Schwinge gehörten (Stand: 1848). Durch Verordnung des Königreichs Hannover gehörte das Gericht Schwinge ab 1850 zum Amt Stade-Agathenburg, das 1859 im Amt Himmelpforten aufging.
Mit der Verwaltungsreform kam Schwinge 1885 zum Kreis Stade und seit 1932 zum jetzigen Landkreis Stade.

#### Eingemeindung
In der Zeit vor 1972 gehörte Schwinge zur ersten Samtgemeinde Fredenbeck. Zum 1. Juli 1972 wurde Schwinge im Zuge der Gebietsreform nach Fredenbeck eingemeindet. Fredenbeck ist Teil der Samtgemeinde Fredenbeck.

### Religion
Schwinge ist evangelisch-lutherisch geprägt und gehört zum Kirchspiel der St.-Petri-Kirche in Mulsum.

## Politik

### Wappen
| Wapen Swing.svg | Blasonierung: „Das Wappen von Schwinge weist auf grünem Grund einen silvernen Wellenbalken.“ |
| Wapen Swing.svg | Wappenbegründung: Der Wellenbalken steht für die Schwinge                                    |